# Drets del col·lectiu LGBT al Txad

Aquest és un article sobre els drets LGBT al Txad. Les persones lesbianes, gais, bisexuals i transsexuals al Txad han d'afrontar reptes legals que no experimenten els residents no LGBT. L'homosexualitat al Txad és considerada delicte des de l'1 d'agost de 2017. Abans que el nou codi penal entrés en vigor en 2017, l'activitat sexual entre persones adultes del mateix sexe mai havia estat criminalitzada. No existeix protecció legal contra la discriminació basada en l'orientació sexual i la identitat de gènere. No obstant això, quan una violació és comesa amb base en l'orientació sexual de la víctima, les penes són agreujades.

Mapa LGBT del Txad

## Legislació sobre l'activitat sexual entre persones del mateix sexe
L'activitat sexual entre persones del mateix sexe és il·legal al Txad des de 2017. El 12 de desembre de 2016, l'Assemblea Nacional va aprovar un codi penal actualitzat que penalitza tant a les activitats sexuals homosexuals masculines com a femenines amb 111 vots a favor i 1 en contra (amb 4 abstencions) però els actes classificats així entre adults consentidors es considera com a delicte menor. El 8 de maig de 2017, el nou codi penal va ser promulgat pel President Idriss Deby.
En donar suport a la llei, l'ex primer ministre Delwa Kassiré Coumakoye va argumentar una motivació religiosa: "L'homosexualitat és condemnada per totes les religions. No hem de perdonar una cosa que Déu mateix rebutja perquè els occidentals han dit això o allò." L'estatunidenca Robert F. Kennedy Human Rights van cridar al president del Txad a no promulgar els canvis a la llei, que està relacionada amb un augment de l'homofòbia a l'Àfrica en resposta a l'augment de la visibilitat i l'afirmació dels estils de vida i la política gai a l'Àfrica, i el compromís dels cristians fonamentalistes. Això inclou el finançament de campanyes anti-gai per part de les esglésies evangèliques estatunidenques.
Va entrar en vigor l'1 d'agost de 2017.
El capítol II sobre "Altres faltes contra la decència" del Títol VII (relatiu a delictes sexuals) del Codi Penal, estableix el següent:
Article 354. Tothom que tingui relacions sexuals amb persones del mateix sexe podrà ser empresonat de tres mesos a dos anys i una multa d'entre 50.000 i 500.000 francs.
El Capítol III sobre "Delictes de naturalesa sexual comesos contra menors" del Títol VIII (relatius a delictes contra la persona o estatut del nen) del Codi Penal, estableix el següent:
Article 360. Qualsevol que, sense violència, mantingui una relació sexual o practiqui un contacte sexual amb una persona del mateix sexe menor de divuit (18) anys, serà sancionat amb empresonament d'un (1) a tres (3) anys i una multa de 100.000 a 500.000 francs.

## Orientació sexual
L'article 350(i) del Codi Penal estableix presó de deu a vint anys quan es comet la violació a causa de l'orientació sexual de la víctima.

## Identitat i expressió de gènere
Es desconeix la situació legal de les persones transgènere.

## Reconeixement de relacions amb un mateix sexe
No hi ha cap reconeixement legal de les parelles del mateix sexe.

## Condicions de vida
L'Informe de Drets Humans del Departament d'Estat dels Estats Units de 2010 va trobar que "no hi havia cap organització coneguda de lesbianes, gais, bisexuals i transsexuals (LGBT). Hi havia pocs informes de violència o discriminació contra persones LGBT, en gran part perquè la majoria d'aquestes persones eren discretes sobre l'orientació sexual a causa de les restriccions socials i culturals contra l'homosexualitat."

## Taula resum
| Activitat sexual legal amb el mateix sexe                     | (des de 2017) |
| Mateixa edat de consentiment                                  | No            |
| Lleis antidiscriminació a la feina                            | No            |
| Lleis antidiscriminació en la prestació de béns i serveis     | No            |
| Matrimoni del mateix sexe                                     | No            |
| Lleis antidiscriminació en el discurs de l'odi i la violència | No            |
| Reconeixement de les parelles del mateix sexe                 | No            |
| Adopció de fillastres per parelles del mateix sexe            | No            |
| Adopció conjunta per parelles del mateix sexe                 | No            |
| Prestació de servei militar per gais i lesbianes              | No            |
| Dret legal a canviar de gènere                                |               |
| Accés a la fecundació in vitro per lesbianes                  | No            |
| Subrogació comercial per a parelles d'homes homosexuals       | No            |
| Permís per donar sang als MSMs                                | No            |